# Aardbeiganzerik
De aardbeiganzerik (Potentilla sterilis) is een plant uit de rozenfamilie (Rosaceae). De soort staat op de Nederlandse Rode lijst van planten als tamelijk in aantal afgenomen en zeldzaam. De plant komt in Nederland voornamelijk voor in Zuid-Limburg.
De plant wordt 5-20 cm hoog en bloeit met witte bloemen van maart tot in mei. De bladeren zijn drietallig met een zilverwit gewimperde rand. De onderkant van het blad heeft een blauwgroene kleur. De aardbeiganzerik vormt korte dikke uitlopers.

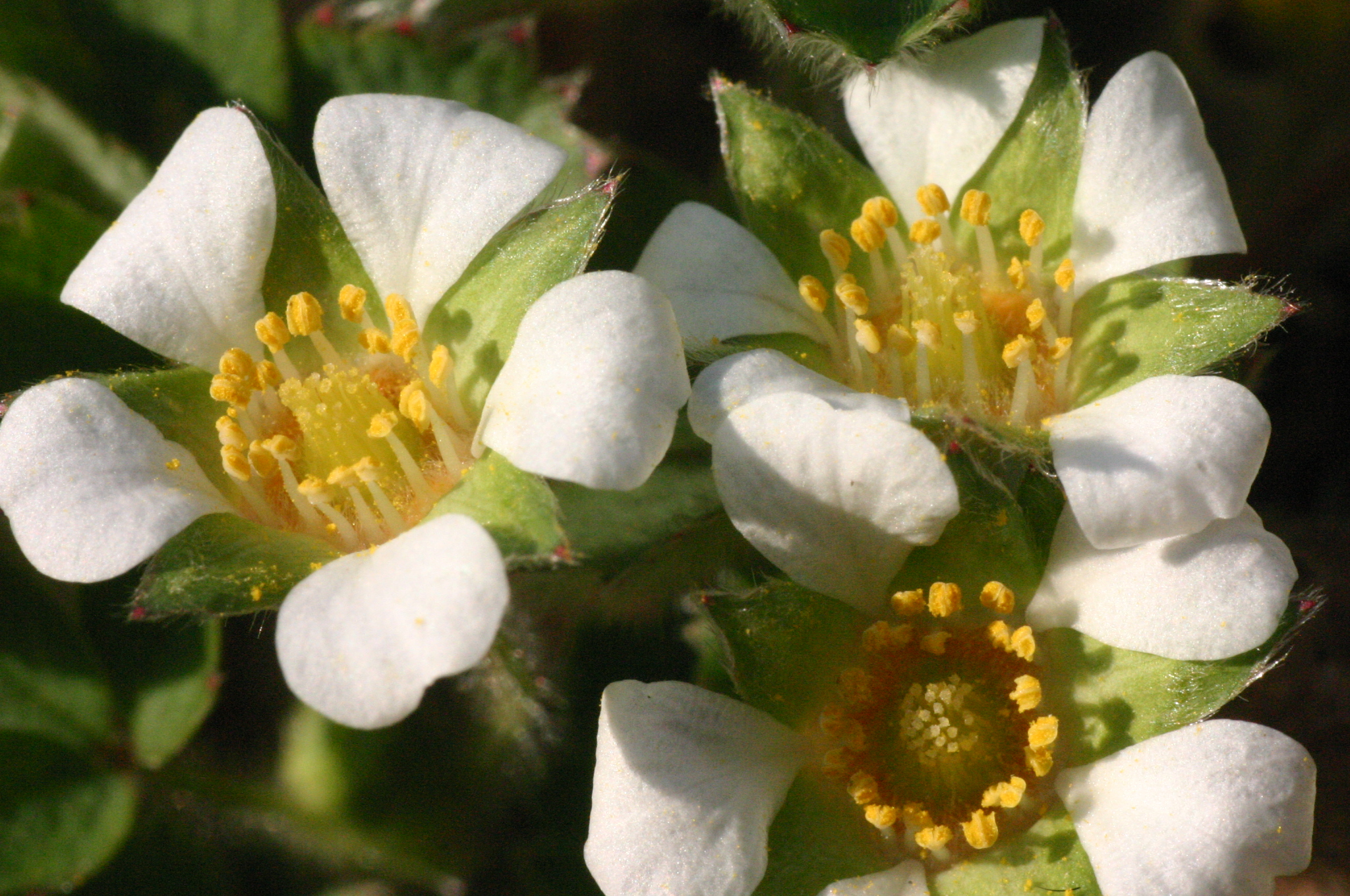
Bloemen

De aardbeiganzerik groeit op kalkrijke, vochtige grond en komt voor op hellingen en in loofbossen.

## Plantengemeenschap
Aardbeiganzerik is een kensoort voor het eiken-haagbeukenbos (Stellario-Carpinetum).